# Wilsdruffer Vorstadt/Seevorstadt-West
Wilsdruffer Vorstadt/Seevorstadt-West ist ein statistischer Stadtteil im Dresdner Stadtbezirk Altstadt. Er liegt am westlichen und südwestlichen Rand des Stadtzentrums im Bereich der Dresdner Vorstädte.

## Gliederung
Zum statistischen Stadtteil gehören Teile der Gemarkungen Altstadt I (insbesondere die westliche Seevorstadt und die nördliche Wilsdruffer Vorstadt) und Altstadt II (südlicher, außerhalb des 26er Rings gelegener Teil der Wilsdruffer Vorstadt). Er gliedert sich in folgende sieben statistische Bezirke:
- 041 Wilsdruffer Vorstadt (Ostra-Allee)
- 042 Wilsdruffer Vorstadt (Ermischstr.)
- 043 Wilsdruffer Vorstadt (Maternistr.)
- 044 Seevorstadt-West (Am See)
- 045 Seevorstadt-West (Sternplatz)
- 046 Seevorstadt-West (Feldgasse)
- 047 Wilsdruffer Vorstadt (Jagdweg)

## Lage
Der statistische Stadtteil ist im Nordosten von der Inneren Neustadt, im Osten von der Inneren Altstadt und Seevorstadt-Ost/Großer Garten, im Süden von Südvorstadt-West sowie im Westen von Löbtau-Nord und der Friedrichstadt umgeben.
Die Grenzen des Stadtteils werden gebildet durch die Elbe, die innenstädtische Bahnstrecke beziehungsweise den ehemaligen Weißeritzverlauf, die Nossener Brücke, die Bayrische Straße, Reitbahn- und Marienstraße, die Ostra-Allee und die Straße Am Zwingerteich.
Im Stadtteil befinden sich neben dem Sächsischen Landtag und dem Kongresszentrum auch das Schauspielhaus, das World Trade Center, der Sitz der Hochschule für Musik Carl Maria von Weber Dresden und die Jugendherberge Dresden Jugendgästehaus.

## Verkehr
Durch den Stadtteil verlaufen die Bundesstraßen B 6 und B 173. Außerdem befinden sich hier mit der Budapester, Devrient- und Schweriner Straße mehrere wichtige Hauptstraßen der Stadt. Durch die zentrale Lage ist auch das Angebot öffentlicher Verkehrsmittel recht groß. Im Stadtteil liegen 18 Straßenbahn- und 11 Bushaltestellen sowie der Bahnhof Dresden Mitte und der S-Bahnhof Freiberger Straße.